# 承启楼
24°39′47″N 117°00′15″E / 24.66306°N 117.00417°E
承启楼位于中国福建省龙岩市永定区高头乡高北村，相传建造中有感于老天相助又名天助楼，亦被称为“土楼王”。2001年先后被列为第五批福建省文物保护单位和第五批全国重点文物保护单位。
承启楼始建于明崇祯年间，清康熙四十八年（1709年）建成，坐北朝南，占地面积5376.17平方米，直径73米。承启楼由四个同心圆的环形建筑组成，外环四层，高16.4米，每层72间；二环两层，每层40间；三环单层，32间；中心是祖堂为四架三间两堂式祠堂，全楼共402间。人称“高四层，楼四圈，上上下下四百间；圆中圆，圈套圈，历经沧桑三百年”。承启楼外墙为夯土墙，底厚1.5米，顶厚1米，屋檐伸出近4米。
承启楼为江氏一族所建，鼎盛时曾住有600余人，现尚有300余人居住。
1986年中国邮政发行的一组中国民居邮票中，第13枚福建民居邮票图案即是承启楼。
- 高处俯瞰承启楼
- 远眺承启楼
- 承启楼
- 承启楼（左）和世泽楼（右）之间的巷道
- 承启楼文保碑
- 承启楼正门
- 内部全景
- 笔花庐
- 祖祠
- 外环与二环之间
- 三环与四环之间
- 外环顶层
- 外墙射击孔